# Arthur Q. Bryan
Arthur Q. Bryan (Brooklyn, Nova Iorque, 8 de maio de 1899 - Hollywood, Califórnia, 30 de novembro de 1959) foi um dublador norte-americano. Ficou conhecido por dar voz ao personagem Hortelino Troca-Letras (Elmer Fudd) dos Looney Tunes.